# 国鉄タム3050形貨車
国鉄タム3050形貨車（こくてつタム3050がたかしゃ）は、かつて日本国有鉄道（国鉄）及び1987年（昭和62年）4月の国鉄分割民営化後は日本貨物鉄道（JR貨物）に在籍した私有貨車（タンク車）である。
本形式から改造されたタ3500形、タ3800形及び本形式と同一の専用種別であるタサ5100形についてもここで解説する。

## タム3050形
タム3050形は、ホルマリン専用の15 t 積二軸貨車である。
1954年（昭和29年）6月9日から1962年（昭和37年）6月2日にかけて26ロット63両が製作された。うち57両（タム3050 - タム3068、タム3071 - タム3089、タム3091 - タム3099、タム13050 - タム13052、タム13057 - タム13063）は 汽車製造、日立製作所、飯野重工業、三菱重工業、日本車輌製造および富士重工業において新製され、6両（タム30712代, タム30722代、タム13053 - タム13056）が1957年（昭和32年）4月4日から1959年（昭和34年）7月10日にかけてタ3500形（タ3504, タ3505, タ3500 - タ3503）の改造により製作された。なお、タム3069、タム3070、タム3090は当初から欠番である。
落成時の所有者は住友化学工業、日本瓦斯化学工業、江戸川化学、電気化学工業、日本水素工業、東洋高圧工業、東邦理化工業、三井物産の8社であった。
本形式の他にホルマリンを専用種別とする形式には、タ3050形（42両）、タサ5100形（1両、後述）、タキ8000形（28両）、タキ9700形（2両）、タキ14900形（5両）の5形式が存在した。
1979年（昭和54年）10月に制定された化成品分類番号では、96（有害性物質、毒性のあるもの）が標記された。
1987年4月の国鉄分割民営化時には22両がJR貨物に継承されたが、1998年（平成10年）1月に最後まで在籍した車が廃車となり、形式消滅した。最後に残ったのは、純アルミニウム製のタンク体を持つものであった。これらは、材質の関係で破損しやすいことから、「ア」の副記号を付し、「アタム」と称した。
タンク体はドーム付きの直胴タイプで、材質は積荷の純度保持のためアルミニウム、ステンレス鋼、普通鋼。基本はキセ（外板）なしであるが、タンク体に断熱材と金属のキセ（カバー材）を装備したものもあった。内部には補強のため波形波除板が4枚設置されている。塗色は、アルミニウム、ステンレス地肌の銀色のものと黒色の2種類があった。荷役方式は全車ともマンホールまたは積込口からの上入れ、吐出管による下出し方式である。
走り装置は、一段リンク式のものと二段リンク式のものが混在したが後に全車が二段リンク式へ改造され最高速度は75 km/hとなった。
全長は8,400 mm、全幅は2,475 mm、全高は 3,625 mm、軸距は4,000 mm、自重は9.5 - 11.0 t、換算両数は積車2.6、空車1.0、車軸は12 t長軸であった。

### 年度別製造数
各年度による製造会社と両数、所有者は次のとおりである。（改造による編入車は改造会社。所有者は落成時の社名。）
- 昭和29年度 - 17両
  - 汽車製造 3両 住友化学工業（タム3050 - タム3052）
  - 日立製作所 3両 住友化学工業（タム3053 - タム3055）
  - 日立製作所 6両 日本瓦斯化学工業（タム3056 - タム3061）
  - 飯野重工業 5両 日本瓦斯化学工業（タム3062 - タム3066）
- 昭和30年度 - 5両
  - 飯野重工業 1両 江戸川化学（タム3067）
  - 日立製作所 1両 電気化学工業（タム3068）
  - 日立製作所 2両 住友化学工業（タム3071初代, タム3072初代）
  - 日立製作所 1両 住友化学工業（タム3073）
- 昭和31年度 - 16両
  - 日立製作所 1両 電気化学工業（タム3074）
  - 飯野重工業 1両 日本水素工業（タム3075）
  - 飯野重工業 1両 江戸川化学（タム3076）
  - 日立製作所 1両 電気化学工業（タム3077）
  - 飯野重工業 1両 江戸川化学（タム3078）
  - 飯野重工業 4両 日本瓦斯化学工業（タム3079 - タム3082）
  - 三菱重工業 3両 東洋高圧工業（タム3083 - タム3085）
  - 飯野重工業 1両 日本水素工業（タム3086）
  - 飯野重工業 3両 日本水素工業（タム3087 - タム3089）
- 昭和32年度 - 9両
  -  ? 2両 住友化学工業（タム30712代, タム30722代）
  - 飯野重工業 2両 江戸川化学（タム3091 - タム3092）
  - 飯野重工業 2両 日本水素工業（タム3093 - タム3094）
  - 日本車輌製造 2両 東邦理化工業（タム3095 - タム3096）
  - 飯野重工業 1両 日本水素工業（タム3097）
- 昭和33年度 - 3両
  - 日立製作所 3両 日本水素工業（タム13050 - タム13052）
- 昭和34年度 - 6両
  - 三菱重工業 1両 江戸川化学（タム3098）
  - 三菱重工業 1両 江戸川化学（タム3099）
  -  ? 4両 住友化学工業（タム13053 - タム13056）タ3500 - タ3503（タ3500形）よりの改造車
- 昭和37年度 - 7両
  - 富士重工業 7両 三井物産（タム13057 - タム3063）

## タ3500形
1956年（昭和31年）8月18日にタム3050形より6両（タム3050 - タム3052,タム3071初代,タム3072初代→タ3500 - タ3505）の専用種別変更（ホルマリン→メタノール）が行われ形式名は新形式であるタ3500形とされた。
1958年（昭和33年）12月18日にはタム3050形より更に1両（タム3095→タ3506）の専用種別変更が行われタ3500形は合計7両となった。
1959年（昭和34年）7月10日に4両（タ3500 - タ3503→タム13053 - タム13056）の専用種別変更（メタノール→ホルマリン）が行われ形式名は元の形式に戻った。この際タム3050形の元の車番には復帰せず新番号が割り振られた。（タ3504 - タ3505はタ3800形の項目を参照）
1975年（昭和50年）4月9日にタ3506が廃車となり形式消滅した。結局タ3506が最後に編入されたが最も長くタ3500形として運用された。

## タ3800形
タ3800形は全車2両（タ3800, タ3801）の11 t 積アクリルニトリル専用二軸貨車である。
タム3050形の車の中で初代、2代の番号を持つ車はタム3071, タム3072だけであり、その経歴を下記に示す。
1955年（昭和30年）11月29日に、製造された（タム3071初代, タム3072初代）。
1956年（昭和31年）8月18日に、タ3500形へ改造された（タ3504初代, タ3505初代）。
1957年（昭和32年）4月4日に、タム3050形へ再改造された（タム30712代, タム30722代）。
1959年（昭和34年）4月28日に、タ3500形へ再改造された（タ35042代, タ35052代）。
1960年（昭和35年）3月18日に、タ3800形へ改造された（タ3800, タ3801）。
このようにタム3050形とタ3500形の形式間を往復し最後にタ3800形へたどり着いた。改造内容は、吐出管による下出し方式であったものを、タンク上部に設けられた液出し管と空気管による上出し方式に変更したことである。この2つの装置は、角型のカバーに覆われていた。
住友化学工業が所有し、常備駅は予讃線の新居浜駅であったが、その後桜島線の桜島駅に変更になった。
1973年（昭和48年）12月18日に全車（2両）が一斉に廃車になり形式消滅した。

## タサ5100形
タサ5100形は、ホルマリン専用の20 t 積タンク車として1959年（昭和34年）12月26日に1両のみが三菱重工業にて製作された。記号番号表記は特殊標記符号「コ」（全長 12 m 以下）を前置し「コタサ」と標記する。
落成時の所有者は、江戸川化学工業であり金町駅を常備駅として運用された。社名は、1962年（昭和37年）7月7日に三菱江戸川化学工業へ変更された。
塗色は、黒色、全長は10,800 mm、全幅は2,500 mm、全高は3,635 mm、台車中心間距離は6,700 mm、実容積は19.0 m3、自重は16.9 t、換算両数は積車4.0、空車1.8、最高運転速度は75 km/h、台車はベッテンドルフ式のTR41Cである。
1972年（昭和47年）頃に廃車となり同時に形式消滅となった。